# Konrad Czerniak
Konrad Czerniak (Puławy, 11 luglio 1989) è un nuotatore polacco.

## Biografia
Specializzato nella farfalla, ha vinto la sua prima medaglia a livello internazionale ai Campionati Europei giovanili di Anversa. Nell'occasione l'allora diciottenne Konrad si laureò campione continentale nei 50 farfalla. Dopo il bronzo nei 100 agli Europei assoluti di Budapest, nel 2010, Czerniak ottenne la sua consacrazione a Stettino, in occasione degli Europei in vasca corta del dicembre 2011, dove il polacco vinse i 50 stile libero e i 100 farfalla e si classificò terzo nei 50 farfalla. Nel luglio successivo, durante i Campionati mondiali di nuoto, Czerniak divenne vicecampione del mondo dei 100 farfalla, chiudendo alle spalle dello statunitense Michael Phelps. Due anni dopo, a Barcellona, Czerniak conquistò nuovamente il podio nei 100 farfalla, chiudendo stavolta al terzo posto.
Ai Campionati europei di nuoto di Glasgow 2018 ha vinto, con i connazionali Jan Świtkowski, Jakub Kraska e Kacper Majchrzak e Jan Hołub, la medaglia di bronzo nella staffetta 4x100 metri stile libero.

## Palmarès
- Mondiali

Shanghai 2011: argento nei 100m farfalla.
Barcellona 2013: bronzo nei 100m farfalla.
Kazan 2015: bronzo nei 50m farfalla.
- Europei

Budapest 2010: bronzo nei 100m farfalla.
Berlino 2014: oro nei 100m farfalla e argento nei 50m sl.
Londra 2016: argento  nei 100m farfalla.
Glasgow 2018: bronzo nella 4x100m sl.
- Europei in vasca corta

Stettino 2011: oro nei 50m sl e nei 100m farfalla e bronzo nei 50m farfalla.
Copenaghen 2017: bronzo nella 4x50m sl.
- Europei giovanili

Anversa 2007: oro nei 50m farfalla.